# Aldeia Nova (Almeida)
Aldeia Nova is een plaats (freguesia) in de Portugese gemeente Almeida en telt 53 inwoners (2001).